# Ким Ик-Се
Ким Ик-Се (1894 год — 1977 год) — колхозник, звеньевой колхоза «Авангард» Чиилийского района Кзыл-Ординской области, Казахская ССР. Герой Социалистического Труда (1949).

## Биография
Родился в 1894 году на Дальнем Востоке.
Трудовую деятельность начал в 16 лет. В 1929 году вступил в колхоз, где работал рисоводом. После депортации корейцев с Дальнего Востока был на спецпоселении в Шиелийском районе Кызыл-Ординской области Казахской ССР.
С 1939 года работал звеньевым рисоводческого звена в колхозе «Авангард» Шиелийского района в селе Акмая. В 1948 году звено под руководством Ким Ик-Се собрало в среднем по 80 центнеров риса с каждого гектара на участке площадью 10 гектаров. За эти выдающиеся трудовые достижения был удостоен звания Героя Социалистического Труда.
Проработал в колхозе до 1960 года. Скончался в 1977 году.

## Награды
- Герой Социалистического Труда — указом Президиума Верховного Совета СССР 20 мая 1949 года
- Орден Ленина